# Monolith Productions
Monolith Productions — американський розробник відеоігор, що базується в Кіркленді. Студія була заснована в 1994 році як різнобічне підприємство, виступаючи розробником та видавцем ігор, а також надаючи різноманітні мультимедійні послуги. На початку 2000-х років Monolith була реорганізована та зосередилася на розробці ігор. У 2004 році вона була придбана компанією Time Warner і стала частиною її підрозділу Warner Bros. Interactive Entertainment.
Студія розробила The Operative: No One Lives Forever і A Spy in H.A.R.M.'s Way, серію шпигунських шутерів від першої особи, а також Aliens versus Predator 2, Tron 2.0 та The Matrix Online за мотивами франшиз «Чужий проти Хижака», «Трон» і «Матриця» відповідно. Після цього Monolith створила кілька ігор в жанрі survival horror, включно з F.E.A.R., першою частиною однойменної серії, та Condemned: Criminal Origins. Студія також розробила Guardians of Middle-earth, Middle-earth: Shadow of Mordor і Middle-earth: Shadow of War, які ґрунтуються на легендаріумі Дж. Р. Р. Толкіна. Monolith є розробником ігрового рушія LithTech, який використовує у своїх проєктах.

## Історія
Monolith Productions була заснована 25 жовтня 1994 року. Майбутні засновники — Браян Гобл, Браян Вейт, Браян Бауман, Гарретт Прайс, Джейс Голл, Пол Рено й Тобі Гладвелл — познайомилися під час роботи в Edmark, компанії з розробки програмного забезпечення. У вільний час команда створювала невеликі ігрові демоверсії, одна з яких потрапила до рук менеджера компанії Microsoft, після чого та найняла їх як підрядники. Після заснування Monolith розробники також створили відділ Monolith Studios, який спеціалізувався на рендерингу, захопленні руху, анімації тощо. У грудні 1996 року Monolith придбала Q Studios, а наступного року одержала права на шутер від першої особи Blood, розроблений Q до свого придбання, й уклала угоду з GT Interactive Software на видання гри. До травня 1997 року, коли була випущена Blood, студія розширилася до більш ніж 70 співробітників, які розміщувалися в приміщенні на 3,7 тис. квадратних метрів. Протягом 1990-х років Monolith також була видавцем кількох ігор від інших студій. Крім цього вона співпрацювала з Microsoft в розробці ігрового рушія DirectEngine. Пізніше Monolith викупила права на рушій і перейменувала його в LithTech.
До початку 2000 року розробники вирішили ліквідувати Monolith Studios та видавничий відділ, прагнучи більше зосередитися на створенні ігор. У листопаді 2000-го студія випустила The Operative: No One Lives Forever, шутер від першої особи з елементами стелсу, яка отримала визнання критиків. У 2001 році було випущено науково-фантастичний шутер Aliens versus Predator 2 за мотивами франшизи «Чужий проти Хижака», а наступного року — No One Lives Forever 2: A Spy in H.A.R.M.'s Way. У 2003 році студія випустила Contract J.A.C.K., приквел A Spy in H.A.R.M.'s Way, і Tron 2.0 за мотивами франшизи «Трон». Того ж року компанія Warner Bros. придбала 20 % акцій Monolith, а в серпні 2004-го було оголошено, що компанія повністю придбає студію на нерозголошених умовах, після чого вона стане частиною Warner Bros. Interactive Entertainment; угода була завершена 1 жовтня. Студія працевлаштовувала понад 100 працівників станом на січень 2004 року.
У березні 2005 року було випущено The Matrix Online, масова багатокористувацька рольова онлайн-гра за мотивами франшизи «Матриця». У червні було повідомлено, що студія звільна 80 співробітників після того, як Sony Online Entertainment придбала права на The Matrix Online. Восени Monolith випустила дві гри в жанрі survival horror — F.E.A.R. та Condemned: Criminal Origins. F.E.A.R., яка стала першою частиною однойменної серії, отримала схвальні відгуки та була названа «такою ж захопливою та цікавою, як Half-Life», тоді як Criminal Origins мала менш позитивні відгуки. Обидві гри отримали продовження у вигляді Condemned 2: Bloodshot (2008) та F.E.A.R. 2: Project Origin (2009).
У січні 2010 року було повідомлено, що Warner Bros. звільнила невизначену кількість працівників Monolith. У 2012 році було випущено дві багатокористувацькі гри — Gotham City Impostors, що була розроблена за мотивами коміксів про Бетмена, і Guardians of Middle-earth за мотивами легендаріума Дж. Р. Р. Толкіна. У 2014 році Monolith випустила пригодницький бойовик Middle-earth: Shadow of Mordor, який також ґрунтувався на творах Толкіна, тоді як його продовження, Shadow of War, було випущено у 2017 році; обидві гри отримали схвальні відгуки. У вересні 2021 року Девід Г'юїтт, колишній директор Santa Monica Studio, обійняв посаду нового керівника студії. У грудні було оголошено, що Monolith розробляє проєкт за мотивами коміксів про Диво-жінку.

## Список ігор

### Розроблені
| Рік  | Назва                                           | Платформи                                                                        | Видавці                                                      |
| ---- | ----------------------------------------------- | -------------------------------------------------------------------------------- | ------------------------------------------------------------ |
| 1997 | Blood                                           | MS-DOS, Microsoft Windows                                                        | GT Interactive Software                                      |
| 1997 | Claw                                            | Microsoft Windows                                                                | Monolith Productions                                         |
| 1998 | Get Medieval                                    | Microsoft Windows                                                                | Monolith Productions                                         |
| 1998 | Shogo: Mobile Armor Division                    | Microsoft Windows, Mac OS, Linux, AmigaOS                                        | Monolith Productions                                         |
| 1998 | Blood II: The Chosen                            | Microsoft Windows                                                                | GT Interactive Software                                      |
| 1999 | Gruntz                                          | Microsoft Windows                                                                | Monolith Productions                                         |
| 1999 | TNN Outdoors Pro Hunter 2                       | Microsoft Windows                                                                | ASC Games                                                    |
| 2000 | Sanity: Aiken's Artifact                        | Microsoft Windows                                                                | Fox Interactive                                              |
| 2000 | The Operative: No One Lives Forever             | Microsoft Windows, PlayStation 2, Mac OS X                                       | Fox Interactive, MacPlay, Sierra Entertainment               |
| 2001 | Tex Atomic's Big Bot Battles                    | Microsoft Windows                                                                | Real Networks                                                |
| 2001 | Aliens versus Predator 2                        | Microsoft Windows, Mac OS X                                                      | Sierra On-Line                                               |
| 2002 | No One Lives Forever 2: A Spy in H.A.R.M.'s Way | Microsoft Windows, Mac OS X                                                      | Sierra Entertainment, MacPlay                                |
| 2003 | Tron 2.0                                        | Microsoft Windows, Xbox, Mac OS X, Game Boy Advance                              | Buena Vista Interactive, Walt Disney Internet Group, MacPlay |
| 2003 | Contract J.A.C.K.                               | Microsoft Windows                                                                | Sierra Entertainment                                         |
| 2005 | The Matrix Online                               | Microsoft Windows                                                                | Sega, Warner Bros. Interactive Entertainment                 |
| 2005 | F.E.A.R.                                        | Microsoft Windows, PlayStation 3, Xbox 360                                       | Vivendi Games, Warner Bros. Games                            |
| 2005 | Condemned: Criminal Origins                     | Microsoft Windows, Xbox 360                                                      | Sega                                                         |
| 2008 | Condemned 2: Bloodshot                          | PlayStation 3, Xbox 360                                                          | Sega                                                         |
| 2009 | F.E.A.R. 2: Project Origin                      | Microsoft Windows, PlayStation 3, Xbox 360                                       | Warner Bros. Interactive Entertainment                       |
| 2012 | Gotham City Impostors                           | Microsoft Windows, PlayStation 3, Xbox 360                                       | Warner Bros. Interactive Entertainment                       |
| 2012 | Guardians of Middle-earth                       | Microsoft Windows, PlayStation 3, Xbox 360                                       | Warner Bros. Interactive Entertainment                       |
| 2014 | Middle-earth: Shadow of Mordor                  | Microsoft Windows, PlayStation 3, PlayStation 4, Xbox 360, Xbox One, Linux, OS X | Warner Bros. Interactive Entertainment                       |
| 2017 | Middle-earth: Shadow of War                     | Microsoft Windows, PlayStation 4, Xbox One                                       | Warner Bros. Interactive Entertainment                       |
| Н/Д  | Wonder Woman                                    | Н/Д                                                                              | Warner Bros. Interactive Entertainment                       |

### Видані
| Рік  | Назва                                | Платформа         | Розробник                |
| ---- | ------------------------------------ | ----------------- | ------------------------ |
| 1994 | Maabus                               | MS-DOS            | Microforum International |
| 1998 | Rage of Mages                        | Microsoft Windows | Nival Interactive        |
| 1999 | II: Necromancer                      | Microsoft Windows | Nival Interactive        |
| 1999 | Septerra Core: Legacy of the Creator | Microsoft Windows | Valkyrie Studios         |
| 1999 | Gorky 17                             | Microsoft Windows | Metropolis Software      |